# Temple maçonnique de Montréal
 (novembre 2024).
- Si vous ne connaissez pas le sujet, laissez ce bandeau (vous pouvez alors contacter les auteurs).
- Si vous supprimez le contenu mis en cause (vous pouvez préalablement contacter les auteurs),

argumentez précisément cette suppression dans la page de discussion
(un manque de référence n'est pas un argument ; une recherche réelle de référence doit avoir été effectuée, être formellement documentée).
 (septembre 2014).
Si vous disposez d'ouvrages ou d'articles de référence ou si vous connaissez des sites web de qualité traitant du thème abordé ici, merci de compléter l'article en donnant les références utiles à sa vérifiabilité et en les liant à la section « Notes et références ».
Le temple maçonnique de Montréal (Montreal Masonic Memorial Temple) est le principal lieu de rassemblement des maçons montréalais de la Grande Loge du Québec. Ce temple maçonnique, inauguré en 1930, est situé  au 1850 rue Sherbrooke ouest. Il a été conçu par l'architecte John Smith Archibald dans le style Beaux-Arts. Ce bâtiment est classé au répertoire du patrimoine culturel du Québec.

## Histoire

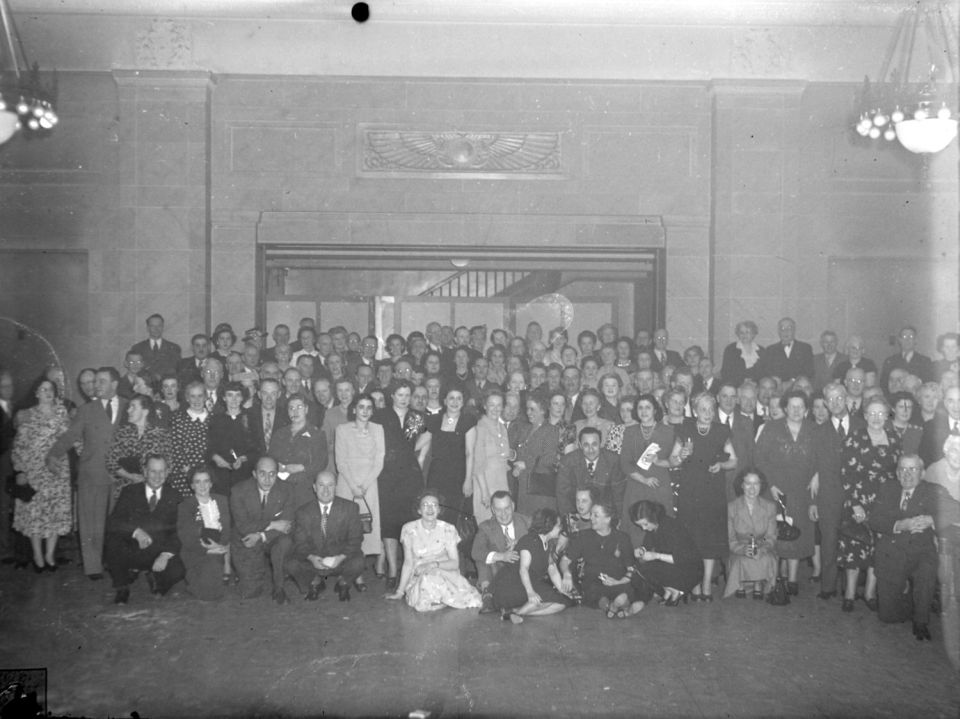
Un rassemblement au temple en 1948

L'édifice fut construit en 1928 et 1929 par l'entreprise générale E.G.M. Cape Co. Ltd. L'architecte John Smith Archibald, le partenaire de Charles Saxe, en dessina les plans. Les marbres, la tuile et le terrazzo furent posés par l'entreprise Smith Marble Construction Co. Ltd. Son ouverture a un grand retentissement sur le monde de l'architecture canadienne. l'Institut royal d'architecture du Canada l'a  placé au premier rang des constructions de type monumentales durant l'année 1931. Selon le magazine Construction  l'édifice peut compétitionner sur le plan de la qualité avec le Lincoln Memorial d'Henry Bacon et le House of the Temple de John Russell Pope
2 000 membres de la confrérie ont marché du Square Dorchester au site principal du nouveau temple pour poser la première pierre selon les rites maçonniques. La Grande Loge du Québec se rencontre finalement pour la première fois entre les murs de son nouveau temple en février 1930.
Plusieurs événements y ont lieu, des cérémonies maçonniques, des concerts de musique classique. Les francs-maçons ont également tenu un événement pour le 125e anniversaire de la Confédération canadienne qui a reçu les félicitations du Premier ministre et du Gouverneur général du Canada.

## Description
Le temple maçonnique est un imposant édifice de forme de trapèze rectangle, à l'angle sud-est des rues Sherbrooke et Saint-Marc. Il occupe une bonne partie du lot P-1662, qui mesure 48,89 m le long de la rue Sherbrooke, 39,56 m en bordure de la rue Saint-Marc, et 46,82 m le long de la limite est.
Le mur sud est mitoyen, mais les trois autres murs sont dégagés. L'édifice mesure 33,95 m du côté de la rue Sherbrooke, 33,55 m le long de la rue Saint-Marc, 34,81 m à l'arrière et 36,45 m du côté est. Le toit culmine à 28,65 m du niveau de la rue Sherbrooke, 32 m si on ajoute les édicules mécaniques. Il existe une dénivellation de 91 cm entre la façade et le mur arrière.
Le bâtiment d'apparence massive et austère est doté d'une charpente en acier avec dalles en béton. Il est habillé de calcaire de l'Indiana.
L'édifice de style Beaux-Arts propose une ordonnance parfaitement symétrique en façade, avec très peu d'ouvertures. Il a été conçu à la manière d'un temple grec, mais avec un podium (le premier registre) qui occupe presque la moitié de la hauteur de l'édifice puisqu'il est haut de trois étages (sur sept). Un seul matériau a été utilisé, le calcaire de l'Indiana.
Le premier registre comprend les assises faites de gros blocs de pierre bouchardée de 107 cm sur 61 cm et le socle du bâtiment, fait de gros blocs à jointoiement rainuré. Ce registre se termine par une corniche peu proéminente surplombant une frise qui contient la devise (Fides, Caritas, Veritas, Libertas, Spes) et les symboles (la règle et le compas) des francs-maçons.
Ce registre comprend quatre ouvertures, soit une imposante porte à deux vantaux en bronze, flanquée de chaque côté de deux fenêtres rectangulaires de dimensions disproportionnées par rapport à la masse de l'édifice. Chaque vantail de la porte est orné de panneaux à bouton de rose et d'une tête de lion qui tient le heurtoir dans sa bouche. La porte est surmontée d'une frise à palmettes et d'une imposte où on aperçoit les symboles des francs-maçons se découpant sur un soleil levant. Les chambranles de la porte sont ornés de boutons de rose, d'un astragale et de rais de cœur. L'entablement comprend des oves et une frise à palmettes.
Le faux portique du second registre est légèrement en ressaut et se termine par un entablement avec frise qui identifie le bâtiment (en anglais seulement) surmonté d'un fronton dont le tympan est orné de deux guerriers encadrant un écu. Le faux portique incorpore quatre colonnes ioniques et deux antes doriques. Chaque espace entre les colonnes comprend une vasque reposant sur trois cariatides, celle du centre cachant quelque peu une petite porte qui s'ouvre sur le faux-portique. Chaque section latérale est ornée d'un bas-relief qui illustre un métier de la construction. Une corniche à denticules dont la partie supérieure est interrompue par des têtes de lion d'une manière rythmée couronne l'édifice. Trois acrotères représentant une palmette et deux lions ailés se découpent dans le ciel montréalais.
La face ouest ressemble à la façade, sauf pour son couronnement. Le premier registre comprend sept travées de fenêtres pour les trois premiers étages, qui diminuent en surface. La rythmique est assurée par des pilastres ioniques qui remplacent les colonnes à la hauteur du second registre. Le reste de l'ornementation est similaire. Cette face incorpore les deux entrées secondaires.

## Désignation et rénovations
Le temple maçonnique de Montréal a été reconnu comme un lieu historique national du Canada en 2001. C'est à ce titre que le gouvernement canadien annonçe le 30 janvier 2010 une subvention de 425 000 dollars qui permet de rénover ce lieu du patrimoine montréalais. L'investissement total de 920 000 dollars permet la réfection des toits et des portes monumentales de la rue Sherbrooke.

## Sources
- [PDF]  L’édifice : Masonic Memorial Temple. Histoire et architecture maçonniques. Lire en ligne
- Temple maçonnique, par Mathilde Brosseau
- Canadian Architect and Builder (supplément d'octobre 1906)
- Communauté urbaine de Montréal, Service de planification du territoire : répertoire d'architecture traditionnelle
- Les églises - Perspectives (8 mai 1976) : Dans le secret de ce temple. par Pierre Laflamme